# マデレーン (スウェーデン王女)
マデレーン王女（Prinsessan Madeleine, Madeleine Thérèse Amelie Josephine Bernadotte, 1982年6月10日 - ）は、スウェーデン（ベルナドッテ王朝）現国王カール16世グスタフとシルヴィア王妃の末子。スウェーデン王位継承順位6番目。公式の称号は Hennes Kunglig Höghet Madeleine, Sveriges Prinsessa, Hertiginna av Hälsingland och Gästrikland（ヘルシングランドおよびイェストリークランド公爵マデレーン王女殿下）。

## 人物・来歴

マデレーン王女の紋章

姉に王位継承者と定められているヴィクトリア王太子、兄にカール・フィリップ王子がいる。幼少の頃から乗馬に親しんでいる。
2001年6月にスウェーデンの高校を卒業し、ロンドンに語学留学したが、パパラッチに追いかけられ、中途で帰国した。2002年春からストックホルムで法律のコースを受講し、夏ごろからデザイン、ファッション、宣伝の分野で実際的な訓練を受けた。2003年1月からストックホルム大学に入学して美術史を専攻している。ドイツ語と英語に堪能で、中級程度のフランス語も話せる。
2006年1月より6か月間ニューヨークに住み、ユニセフで働いていたが、現在はボランティア団体“Min Stora Dag”（アメリカの“Make a Wish”に相当）に後援者として携わっているほか、王室の公務などにおいても、父王の代理としての役割を務めているほか、建国記念日、国王誕生日、王太子誕生日の式典やノーベル賞授賞式にも参加している。また、2011年にはフィラデルフィアのスウェーデン系アメリカ人博物館のニューギャラリーの開館にスウェーデンを代表して参加している。
世界の王室のなかでも女優クラスの美貌で知られ、ファッション雑誌『ELLE』（スウェーデンエディション）の2010年1月版のカヴァーモデルになった。
2009年8月11日に、2002年から交際を続けてきた弁護士・ヨーナス・ベリストロームとの婚約を発表したが、2010年4月26日までに、ベリストロームとの婚約を解消したことが発表された。スウェーデン王室は理由を明らかにしていないが、ベリストロームの浮気が原因だとの説が同国では浮上している。
2012年10月25日、ニューヨーク在住で投資銀行勤務のアメリカ人クリストファー・オニールとの婚約を発表し、2013年6月8日にスウェーデンのストックホルム宮殿のチャペルで結婚式が行われた。カトリック信徒であるオニールとの結婚で、イギリスのヴィクトリア女王の三男コノート公アーサーの子孫であるため保持していたイギリス王位継承権を一時喪失している。世界屈指の美貌の王女の結婚は、曲折を経て結婚した姉ヴィクトリア王女の結婚式と合わせて、スウェーデン王室の人気向上に寄与するものだと言われている。
2014年2月20日、マデレーン王女はニューヨークで第1子となる女児を出産した。2月26日、祖父カール16世グスタフ国王より王女の名はレオノール・リリアン・マリア（Leonore Lilian Maria）であることが公にされ、ゴットランド女公爵（hertiginna av Gotland）の称号が授けられた。2015年6月15日、第2子となる男児を出産した 。6月17日、祖父カール16世グスタフ国王により王子の名がニコラス（Nicholas）であり、オンゲルマンランド公爵（hertig av Ångermanland）の称号が授けられたと発表された。
2018年3月9日、ダンデリード病院で第3子となるアドリアンネ王女を出産した。
なお、2019年10月7日付けでマデレーン王女の子供たちは、王女・王子の称号や爵位は保持しながらも、「殿下」の称号を有したりや国費を受け取る王族の身分からは外れている。